# オーベンロー
オーベンローまたはオベンロー（デンマーク語: Aabenraa、Åbenrå [ɔːpm̩ˈʁɔˀ]、ドイツ語: Apenrade [apənˈʁaːdə] ( 音声ファイル) （アーペンラーデ）、南ユトランド語：Affenråe）は、デンマークの南デンマーク地域にある町。ドイツのシュレースヴィヒの北61km、小ベルト海峡にそそぐオーベンロー湾の奥に位置する。人口は1万6401人（2022年1月1日）。地名は「ひらけた浜」を意味する。行政上はオーベンロー市にあたる。

## 歴史
中世初期より司教の城の周囲に発展し、1240年に商業の町の資格を与えられた。当時は漁業とホップ生産で知られた。
1560年から1721年まで、ホルシュタイン＝ゴットルプ家の支配下に置かれた。
1750年代から1864年にかけて地中海、中国、南アメリカ、オーストラリア貿易が隆盛を迎え、町は栄光を謳歌した。大型船が退避できる良港を備えていることから、コペンハーゲン、フレンスブルクに次ぐデンマーク第三の商船団を擁した。造船所も多く、よい船をつくることで有名だった。とりわけ、1857年にリバプールからサンフランシスコまでを106日で航海したクリッパー Cimber 号は知られる。漁業や多くの町工場も人口の増大をうながした。
第二次シュレースヴィヒ＝ホルシュタイン戦争の結果、1864年にプロイセンの一部となり、北ドイツ連邦を経て1871年にドイツ帝国に組み入れられた。1920年のシュレースヴィヒ国民投票で、オーベンローでは55.1%がドイツ残留、44.9%がデンマークへの編入を希望したが、北シュレースヴィヒはデンマークに割譲された。
1948年のデンマーク語の正書法改正で Aa の表記は Å に統一されたが、オーベンローでは激しい抵抗運動が起こった。アルファベット順で世界でもっとも早い地名の座を失うと危惧されたためである。その結果、改正後も Aa 表記は認められた。オーベンロー市と大多数の市民は Aa 表記を用いているが、デンマーク語委員会は依然 Åbenrå 表記を推奨している。

## 現況
町は深さ7.5m の重要港湾を有する。マルクーセン社のオルガン生産から機械加工まで、さまざまな産業が見られる。デンマーク放送協会が事務所を置く。ドイツ人も多く、ドイツ語新聞 Der Nordschleswiger が発行されている。
ヴァルデマー2世治世の1250年ごろ、町内の聖ニコライ教会の建設がはじめられた。マルグレーテ1世は1400年前後にブルンズルンズ城を築いた。近くにはエリーゼンルンズという海水浴場がある。

## 教育
南デンマーク大学のキャンパスがある。

## 姉妹都市
- ロホヤ、フィンランド
- en:Skagaströnd、アイスランド
- en:Hønefoss、ノルウェー
- ベクショー、スウェーデン
- en:Kaltenkirchen、ドイツ